# Michaele Sojka

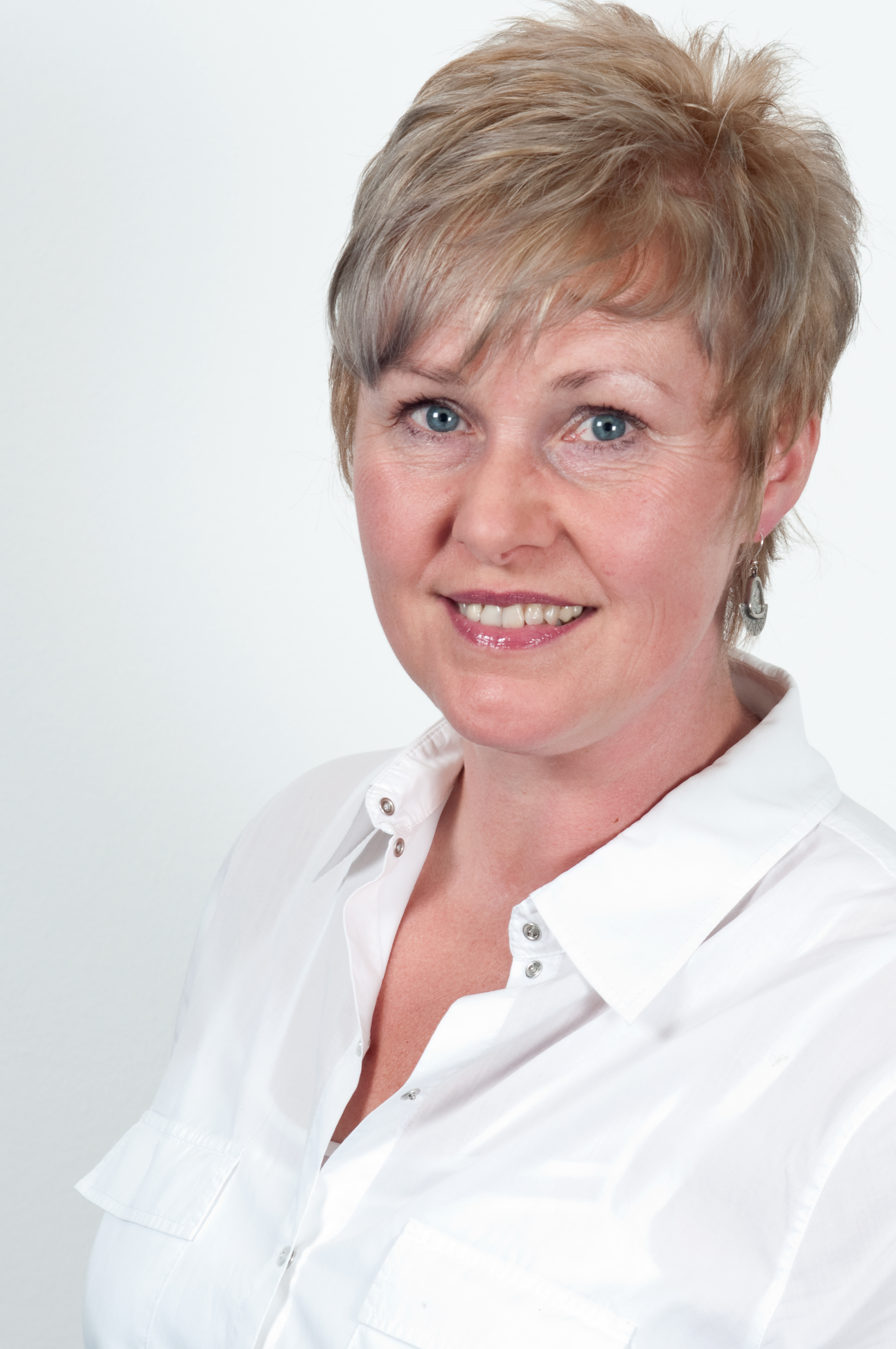
Michaele Sojka, Mai 2011

Michaele Sojka, geschiedene Reimann (* 12. März 1963 in Altenburg), ist eine deutsche Landes- und Kommunalpolitikerin der Partei Die Linke. Sie war von 2001 bis 2012 Abgeordnete im Thüringer Landtag und dort bildungspolitische Sprecherin ihrer Partei sowie Mitglied im Haushalts- und Finanzausschuss. Von 2012 bis 2018 war sie Landrätin des Landkreises Altenburger Land.

## Leben

### Ausbildung, Berufstätigkeit, Privates
Michaele Sojka ging von 1969 bis 1977 auf die Polytechnische Oberschule (POS), ab 1977 auf die Erweiterte Oberschule, wo sie 1981 das Abitur machte. Von 1981 bis 1985 studierte sie an der Pädagogischen Hochschule Erfurt mit Abschluss als Diplomlehrerin für Mathematik und Physik. Von 1985 bis 1990 war sie Lehrerin an einer POS in Altenburg. Von 1990 bis 1991 arbeitete sie in der Geschäftsstelle der PDS in Altenburg (zuletzt als Leiterin). Nach drei Monaten der Arbeitslosigkeit folgte eine Umschulung am Kreativitätsinstitut Prof. Mehlhorn in Leipzig zum Lehrer an bzw. Leiter von Kreativschulen. Sie war Mitgründerin des Vereins „Narrenschiff“ e. V., der später Träger der Jugendkunstschule in Altenburg wurde. Ab Ende 1992 war Sojka wieder Lehrerin für Mathe und Physik an einer Altenburger Regelschule.

### Partei, politische Mandate, sonstige öffentliche Funktionen
Michaele Sojka war seit 1985 Mitglied der SED und bis zur Wende ohne Funktionen. Nach der Wende war sie zeitweilig ehrenamtlich Mitglied im Bundes-, Landes- und Kreisvorstand der PDS. Von 1997 bis 2007 war sie Kreisvorsitzende der Partei PDS/DIE LINKE im Altenburger Land. Von 1994 bis 1999 war Sojka Mitglied im Stadtrat von Altenburg und im Kreistag Altenburger Land. In letzterem hatte sie 1999 bis 2004 ehrenamtlich die Position einer Beigeordneten und Vorsitzenden des Schul-, Kultur- und Sozialausschusses inne. Von 2004 bis 2009 war sie Vorsitzende der PDS-Kreistagsfraktion (dann DIE LINKE.) Im Sommer 2009 wurde sie Mitglied im Schul-, Kultur- und Sportausschuss des Kreistages Altenburger Land. Von 2007 bis 2009 war sie stellvertretende Vorsitzende des Landesausschusses der Partei DIE LINKE.Thüringen. Vom Landesparteitag in Schleiz wurde sie im November 2009 in den 20-köpfigen Landesvorstand gewählt.
2001 rückte sie als Abgeordnete in den Thüringer Landtag nach und wurde 2004 (Landesliste Platz 7) und 2009 (Landesliste Platz 5) wiedergewählt. Sie war bildungspolitische Sprecherin der Fraktion DIE LINKE.Thüringen. Von 2007 bis 2009 war sie stellvertretende Vorsitzende des Landesausschusses der Partei DIE LINKE.Thüringen. Vom Landesparteitag in Schleiz wurde sie im November 2009 in den 20-köpfigen Landesvorstand gewählt.
Als Kandidatin ihrer Partei trat Sojka am 6. Mai 2012 bei der Stichwahl zur Landratswahl im Altenburger Land gegen den Amtsinhaber Sieghardt Rydzewski (parteilos, vormals SPD) an. Sie gewann diese Wahl mit 50,2 % der abgegebenen Stimmen, bei einer Wahlbeteiligung von 34,2 %.
Zu Beginn des Jahres 2016 geriet Michaele Sojka im Zusammenhang mit der Führungskrise des Lindenau-Museums in die öffentliche Kritik. Als Folge der auf Sojka zurückgeführten Nichtverlängerung des Vertrages der erfolgreichen Museumsdirektorin Julia M. Nauhaus erklärten fünf von 16 Mitgliedern des Kuratoriums für den alle zwei Jahre vergebenen Gerhard-Altenbourg-Preis aus Protest ihren Austritt aus dem Kuratorium. Die für 2016 vorgesehene Preisträgerin, die Schweizerin Miriam Cahn, lehnte den Preis daraufhin ab.
Bei den Kommunalwahlen in Thüringen 2018 verlor Sojka in der Stichwahl am 29. April 2018 ihr Amt an Uwe Melzer (CDU).
Sojka war von März 2019 bis Dezember 2019 Landesgeschäftsführerin von Die Linke Thüringen. Bis 2022 war Sojka Mitglied des Parteivorstandes von Die Linke.
2024 wurde sie wieder als Mitglied des Stadtrates Altenburg und des Kreistages Altenburger Land wiedergewählt, wobei sie das Mandat als Stadträtin nicht annahm, jedoch im Wirtschafts- und Bauausschuss des Kreistages verblieb.
Sojka ist Mitglied verschiedener regionaler Vereine und Mitglied der Lehrergewerkschaft GEW. Sie engagiert sich als Mitglied des Vereins Alternative 54 e. V., einem Zusammenschluss linker Abgeordneter Thüringens, die einen Teil ihrer Diäten für soziale, kulturelle und ökologische Zwecke spenden.